# Michel'le
Michel'le Denise Toussant (IPA: /mɪʃɛˈleɪ/), mest känd under artistnamnet Michel'le, född 5 december 1967 i Los Angeles, är en amerikansk R&B-sångare och låtskrivare. Hon är mest känd för sina låtar från slutet av 1980-talet och tidigt 1990-tal. Hennes mest noterbara låtar är "No More Lies" och "Something In My Heart".

## Diskografi

### Studioalbum
- 1989 – Michel'le
- 1998 – Hung Jury

### Singlar
Hitsinglar (på Billboard Hot R&B/Hip-Hop Songs)
- 1989 – "No More Lies" (#2)
- 1990 – "Nicety" (#5)
- 1990 – "Keep Watchin" (#65)
- 1990 – "Something in My Heart" (#2)
- 1991 – "If?" (#22)
- 1998 – "Hang Tyme" (#66)